# 感汁・魔汁・ぶっかけ性活
『感汁・魔汁・ぶっかけ性活』（かんじる まじる ぶっかけせいかつ）は、日本のアダルトゲームブランド・スワンマニアが2007年6月29日に発売した18禁アドベンチャーゲーム。

## 概要
有限会社アセンドアイの廉価版ブランドの一つ・スワンマニアの第5作。姉妹ブランド・スワンアイのデビュー作『孕ら☆ハラっ!! 〜中出し学園せ〜かつ〜』と同日発売で『孕ら☆ハラっ!!』の「中出し孕ませ」に対して本作は「外出しぶっかけ」をテーマとする対比を売りとしていた。

## ストーリー
益田歩は学校からの帰り道、不良のカツアゲに遭って路地裏に連れ込まれた所に突如として現れた魔法少女・ユーリィに救われる。ところが、ユーリィの機嫌を損ねてしまった為に射精が止まらなくなる魔法をかけられてしまう。しかも、ユーリィは魔法を解く方法がわからないと言い出したので仕方なく、ユーリィと幼馴染みの姫槻の助けを借りて魔法を解くべく悪戦苦闘を重ねる。

## 登場人物
益田 歩（ますだ あゆむ）
主人公。気が弱く、いつもオドオドしている。学校からの帰り道に不良のカツアゲに遭い、路地裏に連れ込まれた所に出現した魔法少女・ユーリィに助けられる。ところが、ユーリィの魔法が失敗した時に笑ってしまった為に不興を買い、射精が止まらなくなる魔法をかけられてしまう。
ユーリィ
魔法少女。背が低いのを気にしている。不良にカツアゲされていた歩を助けたものの、魔法を失敗して笑われたため怒りに任せて歩にお仕置きのつもりで射精が止まらなくなる魔法をかける。
綾瀬 姫槻（あやせ きづき）
毎朝、歩を起こしに来る幼馴染み。気が強く、口より先に手が出る所があるが根は優しくユーリィの魔法のせいで外出もままならなくなった歩に泣き付かれて仕方なく、性欲処理を手伝うことにする。

## スタッフ
- シナリオ：月待兎
- 原画：くるみみかん
- 音楽：Arp、ジン